# Пашов, Петр Минков
Петр Минков Пашо́в (болг. Петър Пашов; 1 апреля 1931, с. Буря, Третье Болгарское царство (ныне Габровская область, Болгария) — 6 апреля 2009, София) — болгарский лингвист, филолог, педагог, редактор, профессор Софийского университета (с 1978). Почётный доктор Шуменского университета. Почётный гражданин города Шумен.

## Биография
До 1953 года изучал болгарскую филологию в Софийском университете имени Святого Климента Охридского под руководством С. Стойкова.
Работал в Софийском университете, был одним из руководителей семинара по болгарскому языку и культуре для иностранных болгаристов и славистов (1968), возглавлял кафедру болгарского языка, декан факультета славянской филологии.
П. Пашо́в — один из основателей Шуменского университета (1971), доцент (1969), профессор (1978), первый проректор по учебной работе (до 1976), первый заведующий кафедрой болгарского языка (до 1978). Позже работал в Министерстве народного просвещения Болгарии. Преподавал в Высшем педагогическом институте в Шумене (1971—1976), в Гаванском университете (1962—1963), в Лионском университете (1968—1971). Приглашённым профессором работал в университетах Москвы, Уппсалы, Стокгольма, Хельсинки и Осло .
Автор трудов по морфологии болгарского языка. Исследовал систему болгарских глагольных времён [«Българският глагол. Т. 1: Класификация. Видообразуване. Словообразуване» (1966) и др.], именную систему болгарского языка (в том числе систему числительных в сопоставительном аспекте, систему местоимений в диалектах). Опубликовал популярную книгу «Практическа българска грамматика» (1989, которая выдержала несколько переизданий). Создатель учебных программ, учебников и учебных пособий по болгарскому языку для средних школ и для иностранцев.
Внёс существенный вклад в разработку проблематики болгарской языковой культуры, орфографии. Один из авторов ряда орфоэпических и орфографических словарей болгарского языка.
Был главный редактор журналов «Български език и литература» и «Език и литература».

## Избранная библиография
- Правоговорен речник на българския книжовен език. София: Наука и изкуство, 1975, 1022 с. (2 изд. – 1979) (3 изд. – 2002) (в соавт.)
- Помагало по българска морфология. Глагол. София: Наука и изкуство, 1976, 465 с. (в соавт.)
- Въпроси на българската лексикология. София: Наука и изкуство, 1978, 179 с.
- Помагало по българска морфология. Имена. София: Наука и изкуство, 1978, 467 с.
- Съвременен български език (Задачи и тестове за упражнение). София: Наука и изкуство, 1979, 339 с. (в соавт.)
- Проблеми на езиковата култура. София: Наука и изкуство, 1980, 263 с.
- Българският правоговор (1989) (в соавт.) (2 изд., Анубис, 1996)
- Практическа българска граматика. София: Народна просвета, 1989, 375 с.
- Българският правопис. С., 2000
- Българска граматика. С., 2006 (2 изд., 2011)